# دهستان حسینی
دهستان حسینی نام دهستانی در بخش مرکزی شهرستان شادگان، استان خوزستان در ایران است. براساس سرشماری مرکز آمار ایران در سال ۱۳۸۵، جمعیت آن ۱۲۶۹۱ نفر (۲۱۶۴ خانوار) بوده‌است.